# Gornja Tramošnja (Sanski Most)
Pour les articles homonymes, voir Gornja Tramošnja.
Gornja Tramošnja (en serbe cyrillique : Горња Трамошња) est un village de Bosnie-Herzégovine. Il est situé dans la municipalité de Sanski Most, dans le canton d'Una-Sana et dans la fédération de Bosnie-et-Herzégovine. Selon les premiers résultats du recensement bosnien de 2013, il abrite une population inférieure ou égale à 10 habitants.

## Démographie

### Évolution historique de la population dans la localité
| 1948 | 1953 | 1961  | 1971  | 1981 | 1991 | 2013 |
| ---- | ---- | ----- | ----- | ---- | ---- | ---- |
| -    | -    | 1 434 | 1 146 | 775  | 494  | ≤ 10 |

|  |